# Горняцька селищна адміністрація
Горня́цька селищна адміністрація (каз. Горняк кенттік әкімдігі, рос. Горняцкая поселковая администрация) — адміністративна одиниця у складі Рудненської міської адміністрації Костанайської області Казахстану. Адміністративний центр — селище Горняцький.
Населення — 1799 осіб (2021; 1964 у 2009, 2028 у 1999, 601 у 1989).
Станом на 1989 рік існувала Павловська селищна рада (смт Павловський, село Перцевка). Пізніше смт Павловський було ліквідовано та приєднано до складу міста Рудний, село Перцевка передано у підпорядкування селища Горняцький.

## Склад
До складу адміністрації входять такі населені пункти:
| Населений пункт    | Населення, осіб (1989) | Населення, осіб (1999) | Населення, осіб (2009) | Населення, осіб (2021) |
| ------------------ | ---------------------- | ---------------------- | ---------------------- | ---------------------- |
| Горняцький, селище | -                      | 1270                   | 1462                   | 1234                   |
| Перцевка, село     | 601                    | 758                    | 502                    | 565                    |